# Neolamprologus falcicula
Neolamprologus falcicula é uma espécie de peixe da família Cichlidae.
É endémica do Burundi.
Os seus habitats naturais são: lagos de água doce.